# KWallet
KWallet (KDE Wallet Manager) is een programma voor wachtwoordbeheer, onderdeel van KDE. Het voorziet in een centrale opslag van wachtwoorden in versleutelde bestanden, wallets genaamd. Om een betere beveiliging te verkrijgen kan in elke wallet een ander type wachtwoord worden opgeslagen, elk beveiligd met een extra wachtwoord.